# عدي بن أبي البركات
الشيخ أبو المفاخر عدي بن صخر بن صخر بن مسافر الأموي هو شيخ يجله اليزيديون ويعتبرونه من قديسي طائفتهم كما ينسب إليه ديانة جديدة تسمى العدوية. خلف والده أبو البركات صخر.
أعدمه المغول بحدود عام 1221-1222، فخلفه ابنه الأكبر الحسن بن عدي.